# Марія Ізабель Баррену
Марі́я Ізабе́ль Барре́ну (порт. Maria Isabel Barreno), повне ім'я Марія Ізабель Баррену де Фарія Мартінш (порт. Maria Isabel Barreno de Faria Martins; *10 липня 1939, Лісабон — 3 вересня 2016, там же) — португальська письменниця. 

## Біографія
Народилась у Лісабоні. Навчалась у філологічному коледжі на Лісабонському університеті, де студіювала історико-філософські науки. 
Вона присвятила себе феміністській справі, беручи участь у португальському феміністському русі разом з письменницями  Марією Терезою Ортою та Марією Велью да Кошта, «Три Марії» (Três Marias). 
8 березня 2004 року вона стала великим повіренним Ордену інфанта Енріке. 
Баррено померла 3 вересня 2016 року у віці 77 років. 